# Тулвил (Калифорнија)
Тулвил (енгл. Tooleville) насељено је место без административног статуса у америчкој савезној држави Калифорнија.

## Демографија
По попису из 2010. године број становника је 339.
| Група             | 2000.    | 2010.       |
| Белци             | 0 (0,0%) | 40 (11,8%)  |
| Афроамериканци    | 0 (0,0%) | 5 (1,5%)    |
| Азијати           | 0 (0,0%) | 8 (2,4%)    |
| Хиспаноамериканци | 0 (0,0%) | 279 (82,3%) |
| Укупно            | 0        | 339         |